# 캐나다 음반 차트
캐나다 음반 차트(영어: Canadian Albums Chart)는 캐나다의 공식 음반 차트이다. 미국 기반 음반 판매량 추적 기업 닐슨 사운드스캔에 의해 매주 월요일 수집되며 매주 화요일 빌보드에 의해 출판된다.